# Resolució 2317 del Consell de Seguretat de les Nacions Unides
La Resolució 2317 del Consell de Seguretat de les Nacions Unides fou adoptada el 10 de novembre de 2016. El Consell va ampliar l'embargament d'armes contra Somàlia per un any i el va tornar a confirmar contra Eritrea. El mandat del Grup de Seguiment de Somàlia i Eritrea també es va estendre per un any més, fins al 15 de novembre de 2017.

## Context
El Regne Unit va dir que es necessitaven les sancions de tallar el finançament al grup terrorista Al-Xabab, i Eritrea encara no cooperava amb el grup d'observació.. Els Estats Units també van donar suport a la resolució. Eritrea havia demanat l'aixecament de les sancions, però no cooperar no era la forma d'aconseguir-ho. No es va trobar cap evidència que el país recolzés Al-Xabab, però no permetia al Grup d'Observació investigar-ho al país. A més, Eritrea encara no havia proporcionat informació sobre els soldats de Djibouti que havien estat empresonats a l'any 2008.
Angola i Rússia s'havien abstingut perquè no s'havia trobat cap prova que Eritrea donés suport a Al-Xabab. A més, no es va considerar una proposta de la Xina per ajustar les sancions per persuadir Eritrea. Aquesta proposta havia estat recolzada per altres cinc membres del Consell de Seguretat. Xina també s'havia abstingut.
Egipte va considerar que el text de la resolució havia d'haver estat més equilibrat i que calia aplicar criteris clars a les sancions. Les sancions no podien durar per sempre, i havien d'adaptar-se a la situació canviant. Egipte s'havia abstingut en la votació.
Veneçuela també s'havia abstingut perquè Eritrea era tractada injustament; una visió que la mateixa Eritrea va acceptar. Les sancions contra aquest país només servien als interessos nacionals de determinats estats membres permanents i no tenien cap altre ús. El grup d'observació també era responsable d'eliminar-lo. Qatar treballava amb Eritrea i Djibouti sobre l'alliberament dels presoners de guerra i una solució al conflicte entre ambdós. Veneçuela estava darrere dels passos de Somàlia.

## Contingut
El govern somali cooperava millor amb la comissió que supervisava els embargaments d'armes pel que fa al registre d'entrega d'armes. La gestió d'armes i municions era de gran importància per estabilitzar la regió. Altres qüestions van ser la gestió financera, la corrupció i la pesca il·legal. També temien que el sector petrolier emergent podria alimentar encara més el conflicte a Somàlia si no es manejava amb cura el seu desenvolupament. Hi havia una gran preocupació pels atacs als treballadors humanitaris, el mal ús dels fons d'ajuda i l'obstrucció a l'assistència.
L'embargament d'armes contra Somàlia imposat per la resolució 733 es va ampliar fins al 15 de novembre de 2017. Se'n van excloure els serveis de seguretat de Somàlia. Es va tornar a confirmar l'embargament sobre el carbó, ja que era fonamental pel finançament d'Al-Xabab. El grup terrorista esdevingué cada vegada més dependent dels impostos sobre recursos naturals, com el comerç il·legal de sucre, productes agrícoles i ramaders.
El Comitè no havia pogut entrar a Eritrea des de 2011 per complir el seu mandat. No es va trobar evidència que aquest país donés suport Al-Xabab, però sí recolzava diversos grups armats regionals. Es va reconfirmar l'embargament d'armes contra Eritrea imposat per la Resolució 1907.
La qüestió dels soldats de Djibouti desapareguts encara estava pendent, i es va instar a Eritrea a aclarir-ho. Aquest problema es remunta al conflicte fronterer entre Djibouti i Eritrea de 2008. El març de 2016 Eritrea va posar en llibertat quatre presoners de guerra després de la mediació de Qatar.